# Turnul Chindiei
Turnul Chindiei, cunoscut și ca Turnul Chindia, este un turn construit în secolul al XV-lea, în Târgoviște, care face parte din ansamblul de monumente Curtea Domnească. Turnul a fost construit de către domnitorul Vlad Țepeș, în timpul celei de-a doua domnii,  inițial pentru scopuri militare, clădirea servind drept punct de pază, foișor de foc, dar și pentru stocarea tezaurului. Actualmente, clădirea măsoară 27 de metri în înălțime și 9 metri în diametru. Între anii 1847 și 1851, turnul a fost complet restaurat de către domnitorul Gheorghe Bibescu, forma actuală datorându-se acestuia, inclusiv înălțarea sa cu circa 5 metri față de construcția inițială.
Turnul Chindiei este cea mai importantă atracție turistică din oraș și totodată simbolul orașului, elemente specifice edificiului fiind prezente pe stema orașului, în partea de sus, dar și în partea de jos. Fiind un monument istoric, clădirea găzduiește acum o expoziție de documente, arme și obiecte care au aparținut lui Vlad Țepeș. Din punct de vedere administrativ, Turnul Chindiei se află sub tutela Complexului Național Muzeal „Curtea Domnească” Târgoviște.

## Nume
Există două ipoteze privind originea numelui turnului, însă nu există niciun consens în privința acestui fapt. Cea dintâi susține că zone din vecinătatea turnului erau locul de desfășurare a unor ospețe, denumite „chindii”, de unde și proveniența numelui.
De asemenea, s-a sugerat că numele își are originea de la cuvântul „chindie”, un arhaism ce însemna „apus”, perioadă a zilei în care soldații ce apărau turnul aveau obligația să dea semnalul prin care cele cinci porți ale orașului erau închise. După acest moment, era interzisă intrarea sau ieșirea din oraș pe tot parcursul nopții, iar locuitorii aveau obligația de a nu circula pe străzi și de a nu întreține focuri în aer liber care ar fi făcut vizibil orașul de la mare distanță.

## Istoric

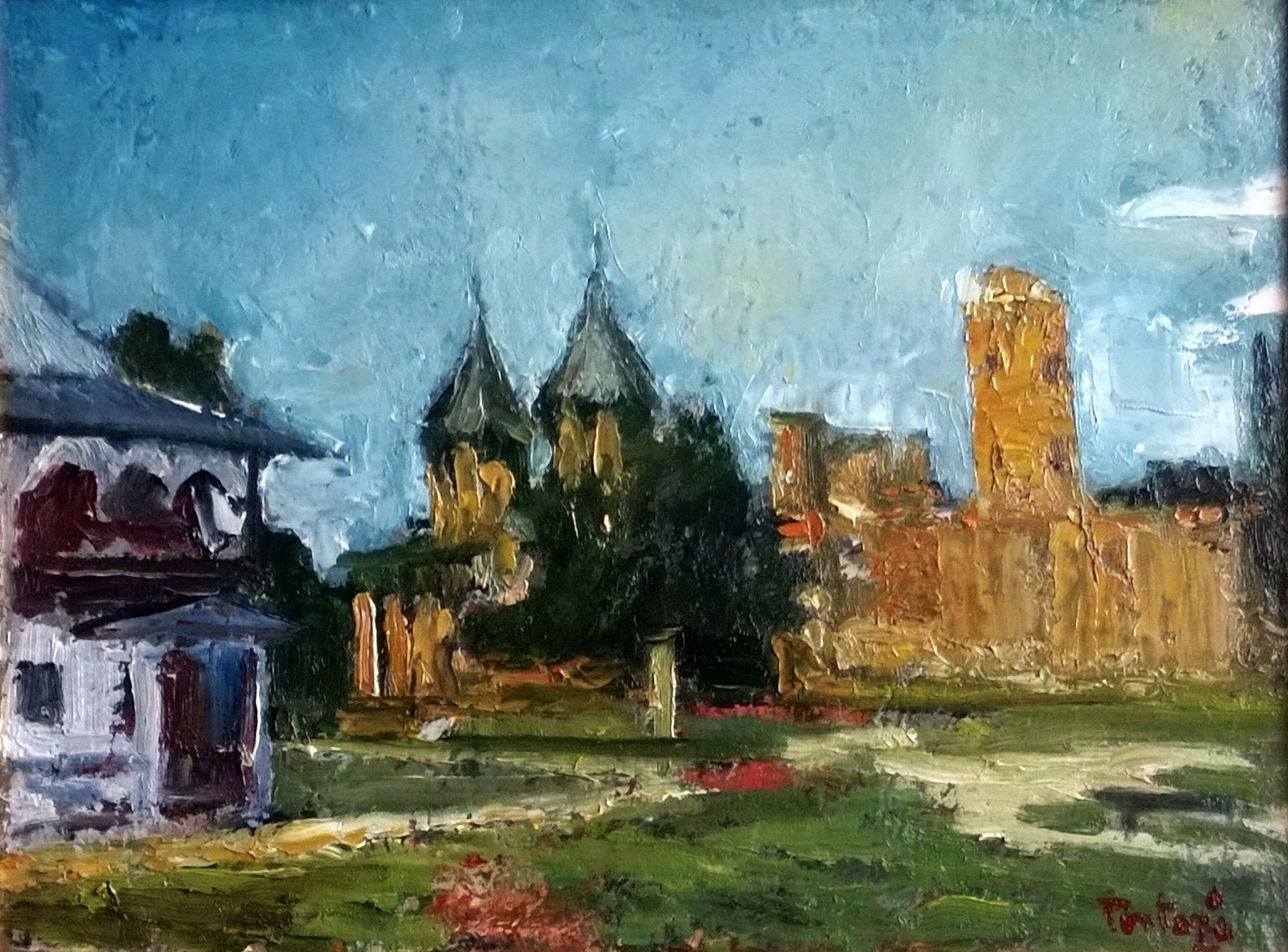
Cetatea Târgoviștei, schiță de Valeriu Pantazi

Nu se știe cu exactitate de când datează Curtea Domnească, dar ceea ce este cert este faptul că exista o casă domnească la sfârșitul secolului al XIV-lea, în timpul domniei lui Mircea cel Bătrân, însă prima mențiune documentară a Curții domnești din Târgoviște datează din 1403, iar mai apoi în 1409. Se bănuiește că se inițiaseră lucrări de construcție la Curtea Domnească din prima domnie a lui Vlad Țepeș, dar care rămăseseră neterminate. Săpăturile arheologice de la jumătatea secolului al XX-lea au arătat că Turnul Chindiei datează din a doua jumătate a secolului al XV-lea, putând fi identificat cu acel „castel” pe care Ștefan Báthory l-a văzut la 11 noiembrie 1476.
Cu toate acestea, în documente turnul apare relativ târziu. La 1595, Pigafetta consemnează existența unui „turn făcut într-o bisericuță” de unde pornea o galerie subterană spre râul Ialomița. În anul 1702, arheologul englez Edmond Chishull, spunea, după ce a vizitat locul, că este „comparabil cu cele din creștinătatea civilizată”.
Însă La Motray nu găsea totul așa de spectaculos, spunând că nu i-a plăcut acel „castel zidit à l‘antique” (probabil Turnul Chindiei), la 1714. Mai târziu, turnul este semnalat de episcopul catolic Bakșici și de călători străini precum Paul din Alep, care afirma că „în mijlocul curții e un turn foarte înalt ce servește ca fanal pentru ceasornicul orașului” și în care cânta o „fanfară” orientală pentru plăcerea domnului. Spre mijlocului secolului al XVIII-lea, se arată în manuscrisul latin de la Biblioteca Batthyaneum că în acest turn se aflau închisorile.
Pe la mijlocului secolului al XIX-lea, Turnul Chindiei a fost renovat, dar înainte de aceasta desenatorul francez Michel Bouquet a reușit să-l surprindă în anul 1840. Ultimele lucrări importante de restaurare a interiorului au fost începute în anul 1961 de către Direcția monumentelor istorice, încercându-se reconstituirea și conservarea monumentului.

## Arhitectură

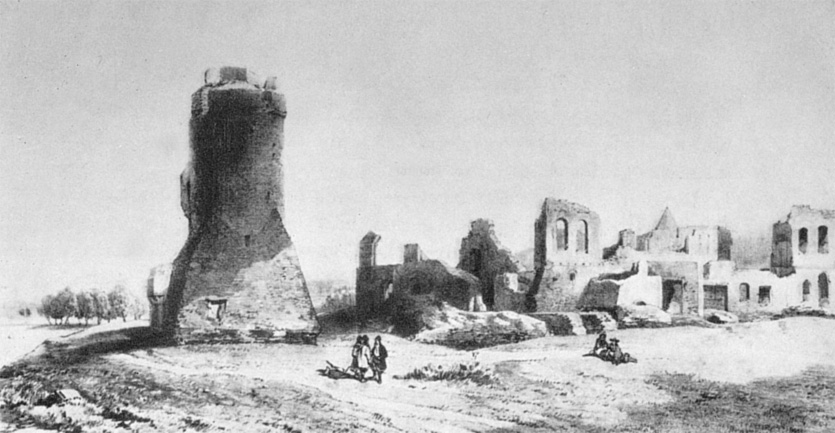
Litografia lui Bouquet, din 1840 în care turnul este mult mai scund decât astăzi, iar baza sa este făcută din cărămidă.

Turnul domină ansamblul monumentelor ale Curții Domnești dinspre nord-vest. Datând din secolul al XV-lea, construcția a suferit câteva modificări, necunoscându-se forma inițială a turnului. Cu toate acestea, desenul lui Bouquet din 1840 înfățișează turnul mult mai scund decât este acum și cu baza piramidală din cărămidă, demonstrând că refacerea sa nu avusese loc încă.
Turnul a fost ridicat peste pridvorul bisericii-paraclis construită de Mircea cel Bătrân care însă acum nu mai păstrează decât urme ale zidurilor altarului și naosului. Pronaosul se află sub actualele ziduri ale Turnului Chindiei. În manuscrisul latin de la Biblioteca Bathyaneum din Alba Iulia se menționează că:
În partea de nord se vede un turn înalt unde erau închisorile și lângă el, îndată, un paraclis mic unde principele cu partea femeiască cercetau sfânta slujbă la vreme potrivită...
La început, turnul era alcătuit din două etaje, iar accesul se făcea pe un pod mobil de la primul nivel, direct din casa alăturată. Modificările suferite împiedică stabilirea cu exactitate a formei inițiale, aspectul actual fiind datorat domnitorului Gheorghe Bibescu care a ordonat restaurarea clădirii în 1847.
Construcția actuală are o înălțime de 27 metri și este alcătuită dintr-o bază în forma unui trunchi de piramidă placată cu piatră, din care se dezvoltă în sus un corp cilindric cu diametrul de 9 metri lucrat din cărămidă roșie. Edificiul are are trei etaje, dintre care ultimele două sunt marcate la exterior de deschideri în arc frânt și de balcoane sprijinite pe console de piatră. Accesul la partea superioară a turnului se face cu ajutorul unei scări interioare, în spirală, situată pe axul vertical al construcției. La primul nivel, cu prilejul degajării tencuielilor interioare din 1964, au apărut patru goluri de ferestre și un gol de ușă, dispus către casa domnească, având fiecare deasupra câte un gol mai mic, zidite ulterior, îngustându-se toate către exterior și servind, probabil, ca locuri de tragere.

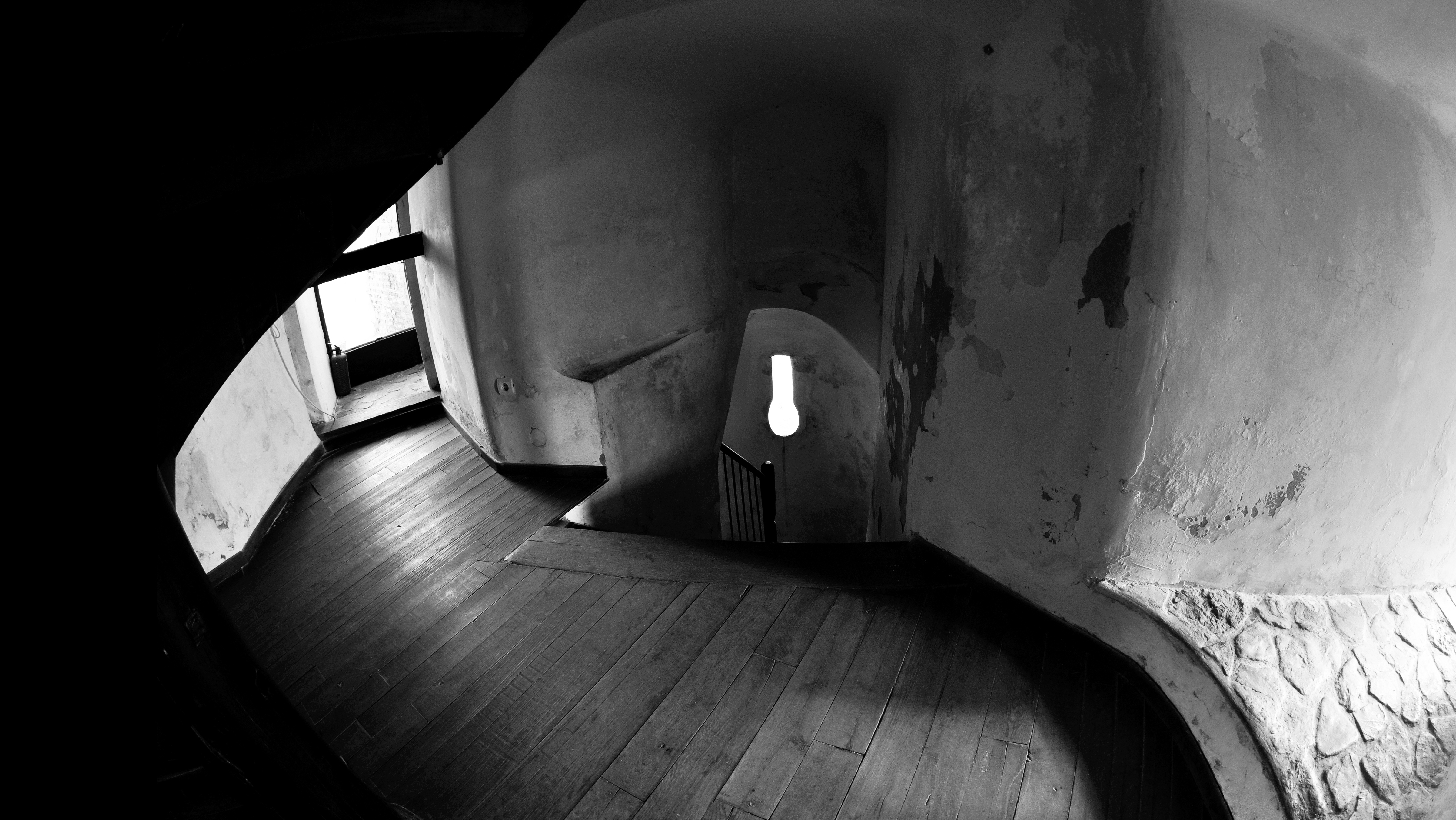
Turnul Chindiei (interior)

S-a găsit, de asemenea, sub pardoseala de scânduri un fragment din bolta ce acoperea o încăpere umplută cu bolovani de râu și moloz. Lucrările efectuate în timpul domniilor lui Gheorghe Bibescu și Barbu Știrbei, influențate de stilul neogotic, au constat în înălțarea cu circa 5 metri a structurii, adăugarea coronamentului și balustradelor crenelate și deschiderea unor goluri în arc frânt. Tot din acea vreme datează și scara de lemn din interior, construcția mică de la partea superioară, care adăpostește ieșirea pe terasă și placarea bazei piramidale cu blocuri de piatră și a întregului parament cu cărămidă. În prezent, după ultima restaurare din 1995, accesul până la platforma superioară se face urcând cele 122 de trepte de lemn în formă de spirală.

## Rol

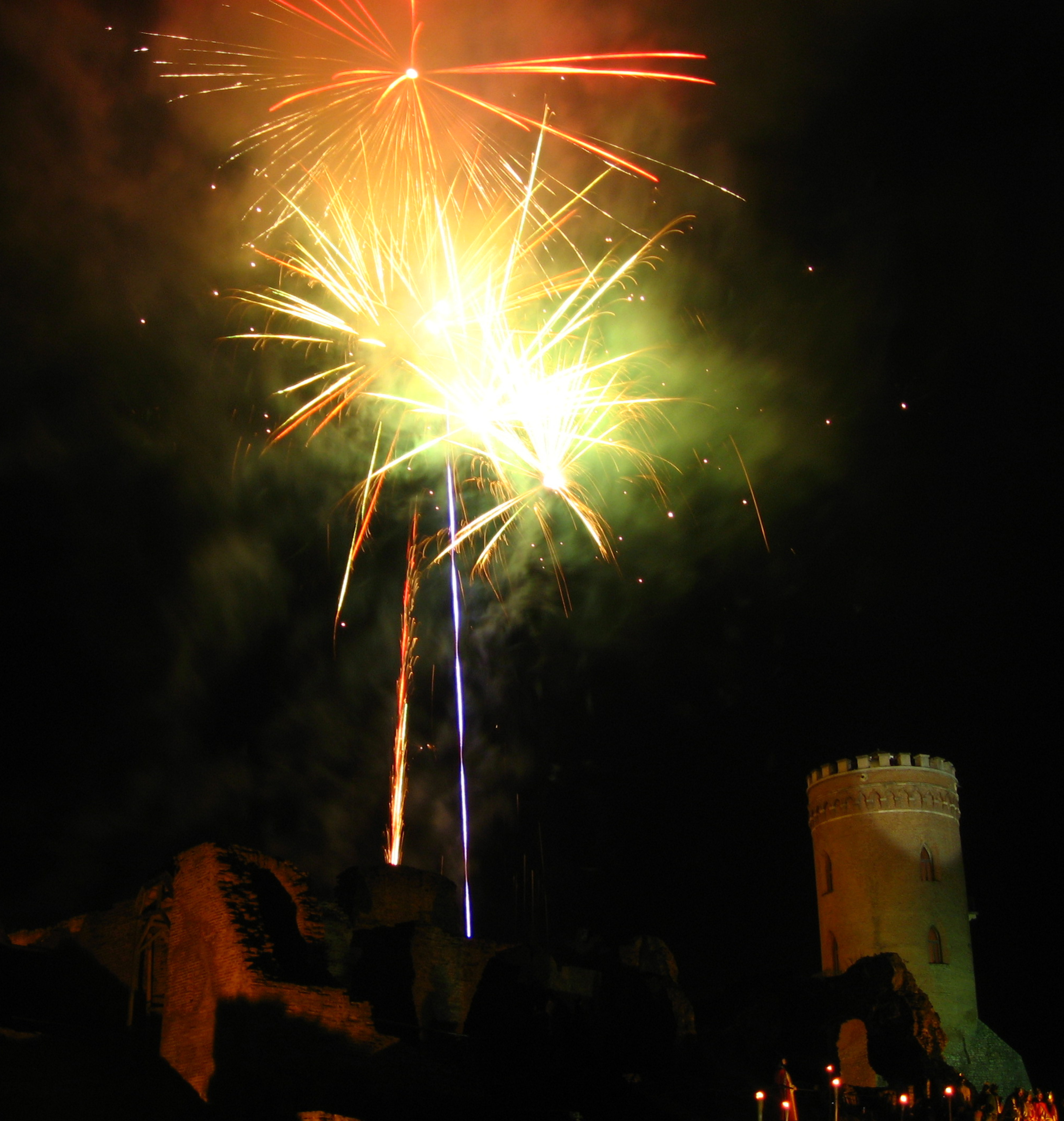
În prezent turnul este uneori folosit ca loc de desfășurare a spectacolelor organizate de autoritățile locale.

După cum afirma Paul din Alep, turnul a fost folosit printre altele „ca fanal pentru ceasornicul orașului” și loc în care cânta o „fanfară” orientală pentru plăcerea domnului. Dar cel mai adesea, rolul turnului era pentru supravegherea cetății Târgoviște, dar și pentru apărarea Curții domnești unde domnitorul își avea reședința și se ruga în bisericile din complex, în acea vreme Târgoviște fiind capitala Țării Românești. De asemenea, pe timp de pace, din turn se anunța la apus pe la chindii închiderea porților cetății. După acest moment, era interzisă intrarea sau ieșirea din oraș pe tot parcursul nopții, iar locuitorii aveau obligația de a nu circula pe străzi și de a nu întreține focuri în aer liber care ar fi făcut vizibil orașul de la mare distanță. Tot în vreme de calm, construcția era folosită ca foișor de foc, dar și pentru stocarea tezaurului.
Acum turnul este cea mai importantă atracție turistică a județului Dâmbovița, găzduind actualmente expoziția intitulată „Vlad Țepeș - Dracula, legendă și adevăr istoric”, în care sunt prezentate documente istorice din timpul domniei lui Vlad Țepeș, dar și hărți cu împrejurimile din acele timpuri.
Rolul turnului ca punct înalt de observare este folosit și în ziua de astăzi, deși într-un mod total diferit. Deoarece oferă o bună perspectivă și orizont larg deschis, membrii Societății Astronomice Române de Meteori observă adesea din acest punct diverse fenomene astronomice cum ar fi eclipsele de Lună sau de Soare, cometele strălucitoare sau conjuncțiile speciale dintre Lună și planete. De asemenea, turnul și ruinele Curții Domnești slujesc ca fundal special pentru astrofotografie, în contextul producerii unor evenimente astronomice.
De asemenea, ruinele Curții Domnești dominate de Turnul Chindia constituie decor și spațiu propice punerii în scenă a unor piese de teatru, cum ar fi A treia țeapă, și scenete cu caracter istoric.